# Pycnogonum hancocki
Pycnogonum hancocki is een zeespin uit de familie Pycnogonidae. De soort behoort tot het geslacht Pycnogonum. Pycnogonum hancocki werd in 1934 voor het eerst wetenschappelijk beschreven door Schmitt. 